# Dansk Melodi Grand Prix 1957
Az 1957-es Dansk Melodi Grand Prix egy dán zenei verseny volt, melynek keretén belül a tíz tagú zsűri kiválasztotta, hogy ki képviselje Dániát az 1957-es Eurovíziós Dalfesztiválon, Frankfurtban. Az 1957-es Dansk Melodi Grand Prix volt a legelső dán nemzeti döntő.
Az élő műsorsorozatba hat dal versenyzett az Eurovíziós Dalfesztiválra való kijutásért, amelyeken két előadó (Gustav Winckler és Birthe Wilke) osztozott. A sorozat egyfordulós volt; csak egy döntőt rendeznek, 1957. február 17-én, ahol a tíz tagú zsűri döntött mindenről.
A verseny győztese Gustav és Birthe által közösen előadott Skibet skal sejle i nat magyarul: Ma éjjel indul a hajó című dal lett, így ők képviselték az országot Frankfurtban március 3-án.
A műsor házigazdája Sejr Volmer-Sørensen volt.

## A résztvevők
| # | Előadó                         | Dal                       | Helyezés |
| - | ------------------------------ | ------------------------- | -------- |
| 1 | Birthe Wilke & Gustav Winckler | Skibet skal sejle i nat   | 1.       |
| 2 | Gustav Winckler                | Længslernes veje          | -        |
| 3 | Gustav Winckler                | Fata Morgana              | -        |
| 4 | Birthe Wilke                   | Chanson Ordinaire         | -        |
| 5 | Birthe Wilke                   | Hele Verden venter på vår | -        |
| 6 | Birthe Wilke & Gustav Winckler | Kærlighedens Cocktail     | 2.       |

## Az Eurovíziós Dalfesztiválon
1957-ben Dánia debütált az Eurovíziós Dalfesztiválon. A dán dal kilencedikként hangzott el a tíz dalból. A dal attól maradt emlékezetes, hogy ez volt az Eurovíziós Dalfesztiválok első és leghosszabb csókja, hiszen a stáb egyik tagja elfelejtette megadni a csók végének a megbeszélt jelzését. A szavazás során 10 pontot gyűjtött össze Hollandia a náluk maximális 5 pontot adta a dalnak és ezzel 3. lett.

## Kapott pontok
|               | Zsűrik | Zsűrik | Zsűrik | Zsűrik | Zsűrik | Zsűrik | Zsűrik | Zsűrik | Zsűrik | Zsűrik |
| BEL           | LUX    | GBR    | ITA    | AUT    | NED    | GER    | FRA    | DEN    | SUI    |        |
| ------------- | ------ | ------ | ------ | ------ | ------ | ------ | ------ | ------ | ------ | ------ |
| Kapott pontok |        |        | 2      | 3      |        | 5      |        |        |        |        |

### Külső hivatkozások
- https://web.archive.org/web/20091026223351/http://geocities.com/national_finals_50s_60s/Denmark1957.html
- https://archive.today/20071025152934/http://www.esconnet.dk/joomla/index.php?option=com_content&task=category&sectionid=6&id=110&Itemid=157